# Kaito Abe (Fußballspieler, September 1999)
Kaito Abe (jap. 阿部 海大, Abe Kaito; * 18. September 1999 in der Präfektur Ōita) ist ein japanischer Fußballspieler.

## Karriere
Kaito Abe erlernte das Fußballspielen in den Jugendmannschaften des Kitsuki FC und der Smis Selecao sowie in der Schulmannschaft der Higashi Fukuoka High School. Seinen ersten Vertrag unterschrieb er 2018 bei Fagiano Okayama. Der Verein aus Okayama, einer Hafenstadt in der Präfektur Okayama auf Honshū, der Hauptinsel Japans, spielte in der zweithöchsten Liga des Landes, der J2 League. Im Januar 2023 wechselte er für eine Saison auf Leihbasis zum Zweitligisten Blaublitz Akita. Hier bestritt er 35 Ligaspiele. Nach der Ausleihe kehrte er nach Okayama zurück. Am Ende der Saison 2024 belegte er mit Okayama den fünften Tabellenplatz und qualifizierte sich somit zu den Aufstiegsspielen zur ersten Liga. Hier konnte man sich im Finale gegen Vegalta Sendai durchsetzen und stieg somit in die erste Liga auf.